# Jaroslav Papoušek (dějepisec)
Jaroslav Papoušek (27. června 1890, Praha – 18. ledna 1945, Suben, Rakousko) byl diplomat, historik, archivář a publicista. Zabýval se moderními dějinami a vznikem Československa, mezinárodní politikou, česko-ruskými vztahy a překladatelstvím (překladatel z ruštiny a do ruštiny).

## Životopis

### Studia
Jaroslav Papoušek absolvoval gymnazijní studia. Po maturitě studoval historii na Filozofické fakultě české univerzity a později i ve Vídni. Titul PhDr. získal v roce 1930. Externí postgraduální studium na vídeňském Institutu pro rakouský dějezpyt (IÖG) dokončil v roce 1931.

### První světová válka
Po vypuknutí první světové války narukoval v srpnu 1914 k rakousko-uherské armádě k 15. pěšímu pluku. Na ruské frontě (v hodnosti praporčík, kadet) byl (27. listopadu 1914) zajat. Do československých legií v Rusku se přihlásil v červnu roku 1915 (Tara, Tjumeň) a nastoupil k záložnímu pluku. Jaroslav Papoušek se stal tzv. důvěrníkem československých spolků na Rusi. Později sloužil u doplňovací roty 1. československého střeleckého pluku. Nakonec vykonával funkci úředníka Svazu československých spolků na Rusi. Při svém působení v Moskvě, kde pracoval jako tajemník T. G. Masaryka (v květnu 1918, ještě před Čeljabinským incidentem, byl spolu dalšími členy odbočky ČSNR na Rusi zatčen) , se Jaroslav Papoušek seznámil se svou budoucí manželkou Naděždou Melnikovou a v roce 1919 se přestěhovali oba do Prahy. Československé legie opustil Jaroslav Papoušek v hodnosti kapitána. (Definitivně byl demobilizován dne 28. února 1920.)

### Zpátky ve vlasti
Počátkem roku 1920 byl (po návratu do Československa) přijat na Ministerstvo zahraničních věcí (MZV). Tady začal pracovat nejprve ve zpravodajské sekci a následně v právě založeném archivu MZV. Současně s touto prací se Jaroslav Papoušek začal systematicky věnovat studiu moderních československo-ruských vztahů a historii československých legií v Rusku.

### K dílu mezi válkami
Řadu svých historických studií publikoval Jaroslav Papoušek ve čtvrtletním historickém sborníku "Naše revoluce" a to především v letech 1924 až 1928. Mimo jiné vydal (v roce 1927) dokumentární práci "Carské Rusko a naše osvobození":
- Papoušek, Jaroslav. Carské Rusko a naše osvobození. Praha: Orbis, 1927. 186 s., 4 listy. Politická knihovna. Ř. I; kn. 13. Publikace Archivu ministerstva zahraničních věcí. Řada I; č. 3.

Dále pak biografii o legionáři Jiřím Klecandovi (* 1890 - 1918) s úvodním slovem prezidenta republiky T. G. Masaryka:
- Papoušek, Jaroslav. Jiří Klecanda, bojovník za věc národa: osobnost, práce, výbor ze spisů. V Praze: Svaz národního osvobození, 1928. III, 244, [III] s. Knihovna Svazu národního osvobození; 49.

V roce 1934 pak Jaroslav Papoušek publikoval (na počest 50. narozenin) první věcný politický životopis Dr. Edvarda Beneše (vyšel pak znovu v roce 1937 v němčině)
- Papoušek, Jaroslav. Eduard Beneš: Třicet let práce a boje pro národ a stát: (... na počest 50. narozenin min. dr. Eduarda Beneše). V Praze: Svaz národního osvobození, 1934. [IV] - 181 - [IV] s. Knihovna Svazu národního osvobození; Čís. 93.
- Papoušek, Jaroslav. Dr. Edvard Beneš: Sein Leben. Prag: Orbis, 1937. 304, [III] s.

Od roku 1935 začal Jaroslav Papoušek sestavovat podrobnou kroniku politických událostí, která byla určena pro revui "Zahraniční politika". Tato kronika se dočkala v roce 1936 i knižního vydání:
- Papoušek, Jaroslav, ed. Kronika československé a světové politiky za rok 1935. Praha: Orbis, 1936. XV, 352, [II] s.

### Další osud na MZV do druhé světové války
PhDr. Jaroslav Papoušek v roce 1937 vystřídal na funkci ředitele archivu Ministerstva zahraničních věcí historika a archiváře PhDr. Jana Opočenského S nálepkou "benešovce" byl ale Jaroslav Papoušek v prosinci roku 1938 z této funkce odvolán a nahrazen prozatímně Bohuslavem Lázňovským, který tuto funkci vykonával až do roku 1939.

### Za protektorátu
Krátce po německé okupaci dne 15. března 1939 byl profesor PhDr. Jaroslav Papoušek poslán na nucenou dovolenou s "čekatelným". Posléze byl k 17. březnu 1941 formálně odeslán do trvalé výslužby. Jaroslav Papoušek patřil k zakladatelům protiněmeckého odboje v Protektorátu Čechy a Morava. Velmi brzy se zapojil do zpravodajské spolupráce se sovětským rezidentem - majorem letectva RNDr. Josefem Jedličkou, který fungoval jako spojka na sovětský konzulát v Praze. Jedlička spolupracoval úzce nejen s vojenskou zpravodajskou službou SSSR (GRU) ale také s domácím vojenským odbojem (s plukovníkem Josefem Churavým, podplukovníkem Josefem Balabánem, podplukovníkem Josefem Mašínem a štábním kapitánem Václavem Morávkem). Do ilegální odbojové činnosti (jako spojka) byla zapojena i Papouškova manželka - historička kultury profesorka Naděžda Melniková-Papoušková (* 23. listopadu 1891 v ruském Petrohradě – † 10. července 1978 v Praze) - autorka mnoha studií o výtvarném umění.
PhDr. Jaroslav Papoušek byl zatčen (v souvislosti s jinou odbojovou činností) v prosinci roku 1941. Dne 18. ledna 1945 podlehl následkům mučení v koncentračním táboře. Jeho manželka Naděžda Melniková - Papoušková byla (po zatčení Josefa Jedličky 9. října 1941 a po zatčení manžela) odvlečena do koncentračního tábora v Ravensbrücku. Tady se po celou dobu války o osudu svého manžela prakticky nic nedozvěděla. Věznění nakonec přežila a v roce 1945 se vrátila do osvobozeného Československa.

### Dovětek
PhDr. Jaroslav Papoušek (*1890) pocházel ze tří sourozenců. On sám byl nejmladší, věkem prostřední byla jeho sestra Božena Papoušková prov. Vlachová (*1883 v Praze), která v dospělém věku působila jako definitivní učitelka na měšťanské dívčí škole v Praze–Vršovicích. Nejstarším ze tří sourozenců byl jeho bratr advokát JUDr. František Papoušek (1879–1947), který byl pracovníkem v oblasti kinematografie a mimo jiné i osobním přítelem a advokátem spisovatele Jaroslava Haška.